# Área metropolitana de Rockford
El área metropolitana de Rockford o Área Estadística Metropolitana de Rockford, IL MSA como la denomina oficialmente la Oficina de Administración y Presupuesto, es un Área Estadística Metropolitana centrada en la ciudad de Rockford, en el estado estadounidense de Illinois. El área metropolitana tiene una población de 349.431 habitantes según el Censo de 2010, convirtiéndola en la 144.º área metropolitana más poblada de los Estados Unidos.

## Composición
Los 2 condados del área metropolitana, junto con su población según los resultados del censo 2010:
- Boone – 54.165 habitantes
- Winnebago – 295.266 habitantes

## Área Estadística Metropolitana Combinada
El Área Estadística Metropolitana Combinada de Rockford–Freeport–Rochelle, IL CSA está formada por el área metropolitana de Rockford junto con:
- El Área Estadística Micropolitana de Freeport, IL µSA, situada en el condado de Stephenson con 47.711 habitantes; y
- El Área Estadística Micropolitana de Rochelle, IL µSA, situada en el condado de Ogle con 53.497 habitantes;

totalizando 450.639 habitantes en un área de 5.514 km².

## Principales comunidades del área metropolitana
Ciudad principal 
- Rockford

Otras comunidades con más de 20.000 habitantes
- Belvidere
- Loves Park
- Machesney Park